# Cantó de Saint-Herblain-Est
El cantó de Saint-Herblain-Est (bretó Kanton Sant-Ervlan-Reter) és una divisió administrativa francesa situat al departament de Loira Atlàntic a la regió de Loira Atlàntic, però que històricament ha format part de Bretanya.

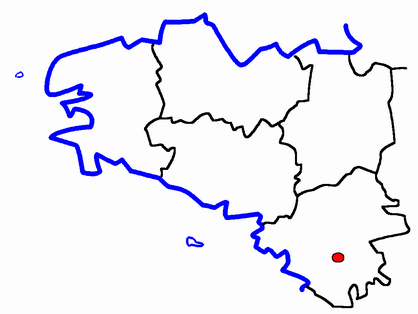
Situació del cantó

## Composició
El cantó aplega part de la comuna de Saint-Herblain (23316 dels 43901 habitants).

## Història
| Data d'elecció                           | Identitat      | Partit | Qualitat |
| ---------------------------------------- | -------------- | ------ | -------- |
| 2004-                                    | Bernard Gagnet |        |          |
| les dades anteriors no són pas conegudes |                |        |          |
|                                          |                |        |          |